# شیفته دخترها
شیفتهٔ دخترها (انگلیسی: Girl Happy) یک فیلم موزیکال در سبک کمدی رمانتیک است که در سال ۱۹۶۵ منتشر شد. از بازیگران آن می‌توان به الویس پرسلی، شلی فابارس، هارولد جی استون و جکی کوگان اشاره کرد.